# Prvi zakon geografije
Prvi zakon geografije po Waldu Tobleru glasi "sve je povezano sa svime, ali bliske stvari su povezanije jedna s drugom". 
Ovo promatranje je umetnuto u gravitacijski model distribucije putovanja. Ovaj zakon je također povezano sa zakonom potražnje po kojem su interakcije između mjesta obrnuto proporcionalne trošku putovanja između njih, što je vrlo slično vjerojatnosti kupoprodaje dobra koja je obrnuto proporcionalna cijeni. 
Prvi zakon geografije povezan je također s idejom Newtonovog zakona opće gravitacije.